# القضاء في سوريا
كان نظام القضاء في سوريا مركباً من القوانين العثمانية، والفرنسية، والشريعة الإسلامية حتى ثمانينات القرن العشرين. تم بناء التشريعات المدنية والتجارية والجنائية بشكل رئيسي على الممارسات القانونية الفرنسية. القوانين الصادرة في العام 1949 كانت مقررة للحد من القانون العرفي بين البدو والأقليات الدينية. بقيت محاكم الشريعة الإسلامية عاملة في بعض الأجزاء الصغيرة من الدولة ولكن تم حصر اختصاصاتها بإصدار الأحوال المدنية، كالزواج والطلاق والأبوة وحضانة الأطفال والميراث. ومع ذلك، تم وضع قانون للأحوال المدنية في العام 1955. قام هذا القانون بتعديل وتحديث الشريعة من خلال تحسين وضع المرأة وتوضيح قوانين الميراث.